# Publius Cornelius Scipio Nasica Corculum
Publius Cornelius Scipio Nasica Corculum - zijn agnomen dankte hij aan zijn kennis van het pontificaal en civiel recht - was de zoon van Publius Cornelius Scipio Nasica, consul van 162 v.Chr. en 155 v.Chr., censor 159 v.Chr., pontifex maximus in 150 v.Chr., princeps senatus in 147 v.Chr. en 142 v.Chr.. Tijdens zijn tweede consulaat onderwierp hij de Delmaten (Dalmatiërs). Als tegenstander van Cato verzette hij zich tegen de verwoesting van Carthago. Hij was gehuwd met Cornelia maior, een dochter van Publius Cornelius Scipio Africanus maior.
Hij wordt voor het eerst vermeld in de bronnen in het jaar 168 v.Chr., toen hij zich onderscheidde onder het bevel van Lucius Aemilius Paulus Macedonicus in Macedonië.
Hij was voor het eerst consul in 162 v.Chr., samen met Gaius Marcius Figulus, maar abdiceerde evenals zijn collega, bijna onmiddellijk nadat ze hun ambt hadden opgenomen, omdat er iets fout was gelopen bij de auspices.
Hij was samen met Marcus Popillius Laenas censor in 159 v.Chr.. Zij bepaalden samen dat geen enkel standbeeld van openbare ambtenaren mocht worden opgericht op het forum zonder de uitdrukkelijke goedkeuring van de senaat of het volk. Tijdens zijn ambtstermijn als censor werd de clepsydra voor het eerst geïntroduceerd te Rome.
Hij werd voor de tweede keer consul in 155 v.Chr. samen met Marcus Claudius Marcellus, en onderwierp de Dalmatiërs. Hij voerde de oude Romeinse gewoontes en gebruiken hoog in zijn vaandel en was een strenge tegenstander van elk vorm van innovatie, waarom hij tijdens zijn tweede consulaat de senaat ertoe bracht om het bevel te geven een nog niet eens afgebouwd theater te verwoesten, omdat het schadelijk zou zijn voor de openbare zeden.
Toen Cato herhaaldelijk zijn verlangen uitdrukte om Carthago te verwoesten, zei Scipio dat hij haar behoud wenste, want het bestaan van een dergelijke rivaal zou volgens hem een nuttige rem zijn op de losbandigheid van de massa.
Hij werd verkozen tot pontifex maximus in 150 v.Chr..
Zoals gezegd had hij een goede reputatie als jurist. Zijn redenaarskunst is later ook door Cicero geprezen. Door Aurelius Victor is hij omschreven als een man eloquentia primus, iuris scientia consultissimus, ingenio sapientissimus (Aurel. Vict., de Vir. III 44, die hem verwart met zijn vader).

## Antieke bronnen
- Aurel. Vict., de Vir. III 44.
- Liv., XLIV 35, 36, 46, Epit. 47—49.
- Polyb., XXIX 6 ; *Plin., H. N. XXXIV 14;
- Cic., de Nat. Deor. II 4.
  - de Div. II 35.
  - Brut. 20, 58.
  - Cat. 14.
  - Tusc. I 9.
- Plut., Cat. Mai. 27.
- Appianus, Pun. 69, B. C. I 28 (in de laatste passage zit een anachronisme).